# Connie Boyd

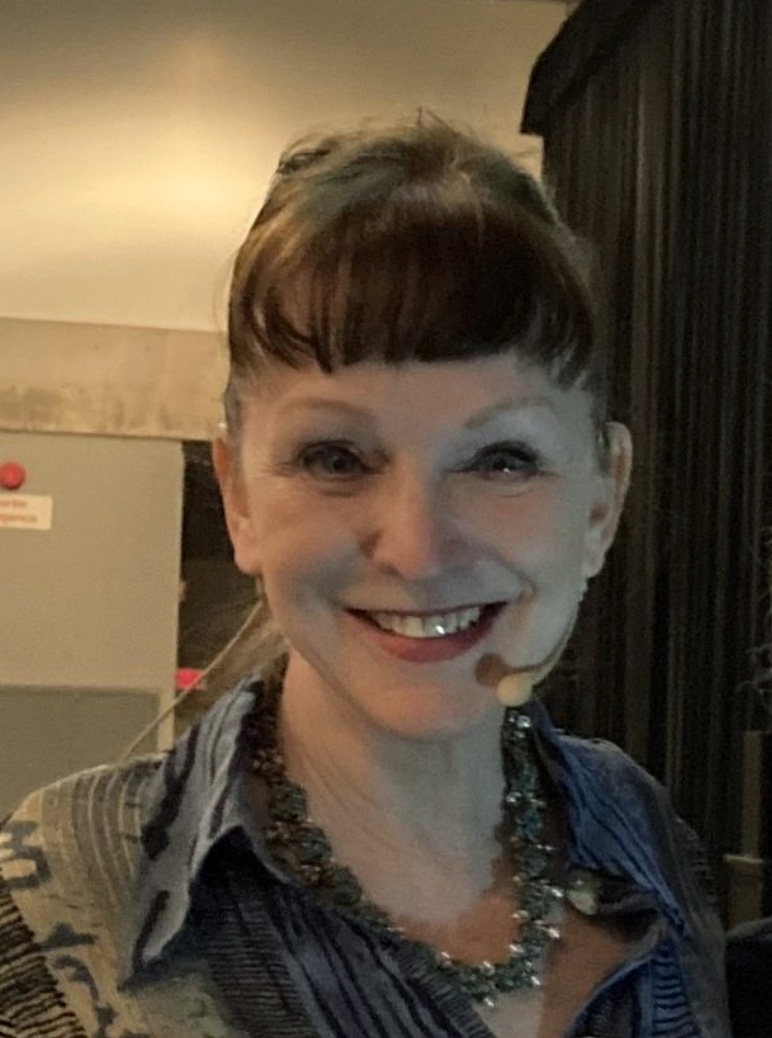
Connie Boyd

Connie Boyd (* 17. Juli 1961 in Newmarket (Ontario), Kanada) ist eine kanadische Zauberkünstlerin und Dozentin.

## Leben
Connie Boyd ist eine kanadische Zauberkünstlerin, Erfinderin, Produzentin und Regisseurin, die in Fernsehshows wie „Masters of Illusion“, „The Best Magic of Las Vegas“ und den „World Magic Awards“ aufgetreten ist.
Boyd hat einen Tanz-, Theater- und Zirkushintergrund, der bei ihren Vorstellungen mit einfließt.
Ihre Zauberkarriere begann 1987 im Riviera Hotel im SPLASH Showroom in Las Vegas. Sie trat in Produktionsshows wie den Folies Bergere im Tropicana Hotel und Jubilee im Bally’s auf.
Boyd arbeitete seit 1988 mit Don Wayne und seit 1991 mit Joanie Spina zusammen. Sie bezeichnet beide als Freunde, Mentoren und starke Einflussnehmer auf ihre Zauberkunst, ihre Entwicklung und ihre Fähigkeiten.
1991 löste sie Lance Burton im Tropicana in Las Vegas ab.
Boyd gewann 1999 bei den World Magic Award in Los Angeles den Preis für die beste Kabarett-Zauberin und 1996 den Prix du Public beim Grand Prix du Magique in Monte Carlo.
Sie hat Illusionen erfunden wie den „Self-Twister“, der in der Sendung „Masters of Illusion“ (1. Januar 2000) gezeigt wurde, „Floating & Flying“ (bei dem sie sich in die Luft erhebt, um ihren schwebenden Ball zu fangen) und die „Chair to Man“-Illusion, die in ihrer „Cloth Vanish“-Nummer zu sehen ist.
Von 1989 bis 2003 war Connie Boyd für die Kreuzfahrtgesellschaft Ocean Majesty Cruises tätig. 2006 war Boyd als Beraterin für ein Kreuzfahrtunternehmen in Europa tätig.
Im Juni 2020 gründete Boyd Magical Women, einen YouTube-Kanal, der wöchentlich einige der besten Zauberkünstlerinnen dokumentiert.  Sie wurde im August 2022 zum 28. Weltkongress der Zauberkunst, FISM, in Quebec eingeladen, um über das Thema Frauen in der Zauberkunst zu referieren.

## Ehrungen
- Bester Kabarett-Act, World Magic Awards, 1999[6]
- Prix du Public, Großer Preis von Monte Carlo, 1996